# Frank Lindemann
Frank Lindemann (* 9. März 1961 in Halberstadt) war Fußballspieler in der DDR-Oberliga, der höchsten Spielklasse des DDR-Fußball-Verbandes. Dort spielte er für den FC Vorwärts Frankfurt (Oder), für Energie Cottbus und Stahl Eisenhüttenstadt.

## Laufbahn im Fußballsport

### Armeefußballer
Lindemann begann als Schüler seine Fußballspieler-Laufbahn in der kleinen Betriebssportgemeinschaft (BSG) Aufbau/Empor Halberstadt, von der er 1972 zur in Halberstadt führenden BSG Lokomotive wechselte. Dort spielte er bis zum Oktober 1978 und absolvierte danach seinen Wehrdienst. In dieser Zeit spielte er zunächst bei der Armeesportgemeinschaft Vorwärts Plauen in der zweitklassigen DDR-Liga weiter Fußball. Gleichzeitig begann er ein Sportlehrerstudium.
Zur Saison 1980/81 wurde der 1,79 m große Lindemann zum Spitzenklub der DDR-Armeesportvereinigung, dem Oberligisten FC Vorwärts Frankfurt (Oder) delegiert. Dort wurde er für die Oberligamannschaft nominiert und bestritt am 4. Spieltag sein erstes Oberligaspiel. In der Begegnung FC Vorwärts – BFC Dynamo (2:1) am 13. September 1980 wurde er in der 74. Minute eingewechselt. Bis zum 11. Spieltag wurde er in weiteren vier Oberligaspielen eingesetzt, aber nur einmal stand er für 71 Minuten als Mittelstürmer in der Anfangself. Für den Rest der Saison und auch in der Spielzeit 1982/83 wurde er in der Nachwuchsoberliga-Mannschaft eingesetzt, mit der er 1982 Nachwuchsmeister und zusammen mit Falko Götz vom BFC Dynamo Torschützenkönig wurde. Als 1983 die Nachwuchsoberliga aufgelöst wurde, wurde die Nachwuchsmannschaft als FC Vorwärts II in der drittklassigen Bezirksliga Frankfurt weitergeführt. Mit ihr wurde Lindemann 1984 Bezirksmeister und Aufsteiger in die DDR-Liga. Bis dahin hatte er in der Oberliga lediglich neun Spiele bestritten. Auch für die Saison 1984/85 wurde er wieder für die 2. Mannschaft nominiert. Obwohl er von den 34 Punktspielen nur 17 Partien bestritt, wurde er mit elf Toren treffsicherster Spieler seiner Mannschaft. Als Peter Ukrow im Dezember 1984 neuer Trainer der 1. Mannschaft wurde, fand Lindemann auch mehr Berücksichtigung in der Oberliga. Vom Februar bis Juni 1985 wurde er 12-mal in Oberligaspielen eingesetzt, allerdings stand er nur in vier Begegnungen in der Startformation. Anschließend schied Lindemann beim FC Vorwärts Frankfurt aus, für den er innerhalb von fünf Spielzeiten lediglich 21 Oberligaspiele bestritten und in denen er als Stürmer nur drei Tore erzielt hatte.

### Erstligaspieler in Cottbus und Eisenhüttenstadt
Lindemann wechselte zum DDR-Ligisten Stahl Eisenhüttenstadt, wo er zunächst nur die Saison 1985/86 absolvierte. Es wurde für ihn eine erfolgreiche Spielzeit, in der er von den 34 Punktspielen nur zwei Partien verpasste und mit 15 Treffern wieder Torschützenkönig wurde. Dies veranlasste den Oberliga-Aufsteiger Energie Cottbus, den erfolgreichen Stürmer für die Saison 1986/87 zu verpflichten. In der Cottbuser Mannschaft hatte Lindemann keinerlei Schwierigkeiten, sich in der Oberliga zu behaupten. Von Saisonbeginn an war ihm die Position des linken Stürmers sicher und er fehlte nur in zwei der 26 Punktspiele. Es fehlte ihm jedoch wie der gesamten Mannschaft an Durchschlagskraft, er erzielte nur drei Tore, Cottbus insgesamt nur 19. Das war die schlechteste Ausbeute aller 14 Oberligateams, und Energie stieg nach nur einer Saison wieder ab.
Nach nur zwei Einsätzen für Cottbus in der DDR-Liga wechselte Lindemann während der Saison 1987/88 zum Ligakonkurrenten Stahl Eisenhüttenstadt, wo er bis zum Saisonende weitere zwölf DDR-Ligaspiele bestritt und dabei ein Tor erzielte. Nach einem enttäuschenden 15. Platz startete Eisenhüttenstadt 1988/89 eine furiose Saison, an deren Ende die Mannschaft in die Oberliga aufstieg. Auch für Lindemann begann diese Saison verheißungsvoll. Er bestritt die ersten zehn Punktspiele als zentraler Stürmer, danach wurde er jedoch verletzt und musste sieben Monate aussetzen. Erst in den letzten beiden Punktspielen konnte er noch seinen Beitrag zum Aufstieg leisten. Mit sieben Treffern in zwölf Spielen hatte er wieder eine anerkennenswerte Torausbeute. Auch in der Oberligasaison 1989/90 blieb Lindemann das Verletzungspech treu. Bereits beim ersten Oberligaspiel musste er nach 37 Minuten angeschlagen vom Platz und kam erst in der Rückrunde zu drei weiteren Kurzeinsätzen.

### Laufbahnende
Im Sommer 1990 ließ sich Lindemann reamateurisieren, verließ Eisenhüttenstadt und wurde beim Westharzer Verbandsligisten VfR Osterode 08 Spielertrainer. 1992 kehrte er nach Halberstadt zurück, wo sich seine ehemalige BSG Lok in den ESV Halberstadt umgewandelt hatte. Beim ESV wurde Lindemann zunächst als Spieler in der damals fünftklassigen Landesliga aktiv, später wurde er Trainer und erlebte die weiteren Namenswechsel bis hin zum VfB Germania mit. Kurzzeitig war er verantwortlicher Trainer der 1. Männermannschaft, hauptsächlich wirkte er aber als Co-Trainer. 2009 beendete er seine Trainertätigkeit.